# Angelika Dünhaupt
Angelika Dünhaupt (Hahnenklee, 22 dicembre 1946) è un'ex slittinista tedesca occidentale.
Dopo la riunificazione della Germania (1990), acquisì la cittadinanza tedesca.

## Biografia
Gareggiò unicamente per la nazionale tedesca occidentale nella specialità del singolo.
Prese parte ad una sola edizione dei Giochi olimpici invernali, a Grenoble 1968, occasione in cui vinse la medaglia di bronzo, dopo che le tre slittiniste della Germania Est che la precedevano in classifica vennero squalificate per aver riscaldato i pattini delle proprie slitte, una pratica proibita che rende minore l'attrito delle lame sul ghiaccio.
Prese parte altresì ad una edizione dei campionati mondiali, ad Hammarstrand 1967, concludendo la gara in ottava posizione. Nella stessa stagione gareggiò nella rassegna continentale di Schönau am Königssee 1967 conquistando la medaglia d'argento.
Dopo il ritiro dalle competizioni, avvenuto all'indomani dei Giochi di Grenoble 1968, lavorò come fotografa professionista.

## Palmarès

### Olimpiadi
- 1 medaglia:
  - 1 bronzo (singolo a Grenoble 1968).

### Europei
- 1 medaglia:
  - 1 argento (singolo a Schönau am Königssee 1967).